# Jan Jerzy Paleolog
Jan Jerzy Paleolog (ur. 20 stycznia 1488, zm. 30 kwietnia 1533) – markiz Montferratu w latach 1530–1533.

## Życiorys
Był synem Bonifacego III Paleologa i Marii Branković, córki Stefana V Ślepego, ostatniego władcy (despoty) niepodległej Serbii (1458–1459). Jego żoną była Julia, córka Fryderyka Aragońskiego, króla Neapolu. Jan Jerzy był ostatnim z dynastii Paleologów panujących w Montferracie od 1305. Po jego śmierci rodzina Gonzaga odziedziczyła markizat Monferratu. 